# Soneto 127
| «» Soneto 127 |
| --- |
| In the old age black was not counted fair, Or if it were, it bore not beauty’s name; But now is black beauty’s successive heir, And beauty slander’d with a bastard shame: For since each hand hath put on nature’s power, Fairing the foul with art’s false borrow’d face, Sweet beauty hath no name, no holy bower, But is profan’d, if not lives in disgrace. Therefore my mistress’ eyes are raven black, Her eyes so suited, and they mourners seem At such who, not born fair, no beauty lack, Slandering creation with a false esteem: Yet so they mourn, becoming of their woe, That every tongue says beauty should look so. |
| –William Shakespeare |

Soneto 127 é um dos 154 sonetos de Shakespeare, o primeiro do grupo de sonetos para a Dama Negra (Dark Lady).

## Estrutura
Como a maioria dos sonetos escritos por William Shakespeare, o Soneto 127 é um soneto inglês, no seu formato e no seu esquema rímico (ABAB CDCD EFEF GG), e, como a maioria deles, foi feito no ritmo de pentâmetro iâmbico.

## Análise
Neste soneto o poeta defende seu amor por uma amante que não atende aos padrões convencionais de beleza da época, afirmando que seus olhos e cabelos escuros (e, talvez, pele escura) são o novo padrão. Em sua tese, vai contra a versão da beleza — cabelos loiros e pele clara — então aceita, chamando-a de falsa ou facilmente falsificada.>

## Traduções

### Tradução deThereza Christina Rocque da Motta
A tradutora faz uma tradução próxima à tradução literal, não levando em conta as regras específicas do soneto (ritmo, rima, métrica), mantendo-o em forma do que antigamente se chamava Quatorzain.
Em tempos remotos, o negro não era belo,

Ou se fosse, assim não seria chamado;

Mas agora surge o herdeiro da negra beleza,

E o belo está imprecado de bastardia;

Desde que as mãos detêm o poder sobre a natureza,

Embelezando a feiura com o falso rosto da arte,

A doce beleza não tem nome, nem jardim sagrado,

Vive profanada, ou caiu em desgraça.

Os olhos de minha senhora são escuros como o corvo,

Tão belos são seus olhos, e sua tristeza tão comovente,

Que, mesmo sem ser bonita, ainda é bela,

Difamando a criação com falsa estima.

Eles se entristecem com a própria aflição,

Ao ouvirem não haver beleza como a dela.

### Tradução deMilton Lins
O tradutor apresenta o soneto em decassílabos, em sua maioria no ritmo de pentâmetro iâmbico, mas variando para o verso heroico, com raros versos no ritmo de martelo ou Gaita galega.
Outrora a negra cor era um regresso,

Quando não fosse, imitaria o feio;

Mas hoje a negra bela é um sucesso,

Bastarda em desafio, um belo enleio:

Se tem poder a mão na natureza,

E pedindo emprestado um falso rosto,

Nem suas férias, nem doce beleza

Possui - é profanada em seu desgosto.

Negros olhos de corvo - a minha amante -

Com lances de olhadela, vê de cima

Aos que, não tendo berço nem semblante,

Tentam a criação com falsa estima.

E lamentam-se assim, tornando triste

O que cada voa diz: que o belo existe.

### Tradução de José Arantes Junior
Este tradutor seguiu o esquema rímico do autor no soneto: ABAB CDCD EFEF GG, como um soneto inglês. Mas não o seguiu no ritmo nem na métrica, preferindo dar-lhe um aspecto plástico, com 36 caracteres em cada verso, que lhe mostram a forma, quando utilizada uma fonte monoespaçada. Acrescentou-lhe, ainda, um título.
O feio e o belo

O tom negro não era belo antigamente

Ou, se era, não tinha nome de beleza,

Mas agora a beleza escura é evidente

E o elo bastardo infama esta certeza;

Cada mão atua pelo poder da natureza

Alindando o feio com face emprestada,

Beleza não está no bossque da realeza

E é atacada se não estiver profanada;

Até os olhos de corvo da minha amada

São tão queridos, mas lamentam o dom,

Sem nascer belos têm beleza revelada

E insultam a criação com o falso tom;

Mas ao vê-lo sentidos, sinto em mim

Que o belo teria que ser mesmo assim.

### Tradução dePaulo Camelo
O poeta procura seguir o original em forma, métrica, ritmo e esquema rímico, ou seja, um soneto inglês com esquema rímico ABAB CDCD EFEF GG, versos decassílabos em ritmo de pentâmetro iâmbico, apresentando-o, ainda, com ritmo holístico.
Outrora o negro era um padrão não belo

ou, belo fosse, assim não se chamava.

Agora mostra-se um herdar singelo,

embora falem mal, e assim se agrava

a forma de vestir-se a natureza,

embelezando o imundo e falso rosto.

O belo não tem nome, ou realeza;

ele é profano, vil, não galga posto.

Os olhos da senhora, negros, são

iguais a um corvo, a se vestir de luto,

e escondem, na beleza, uma ilusão

da criação, um falso irresoluto.

Aflitos sentem-se, em lamento pobre,

e essa beleza o verbo então descobre.